# Oregoni boróka

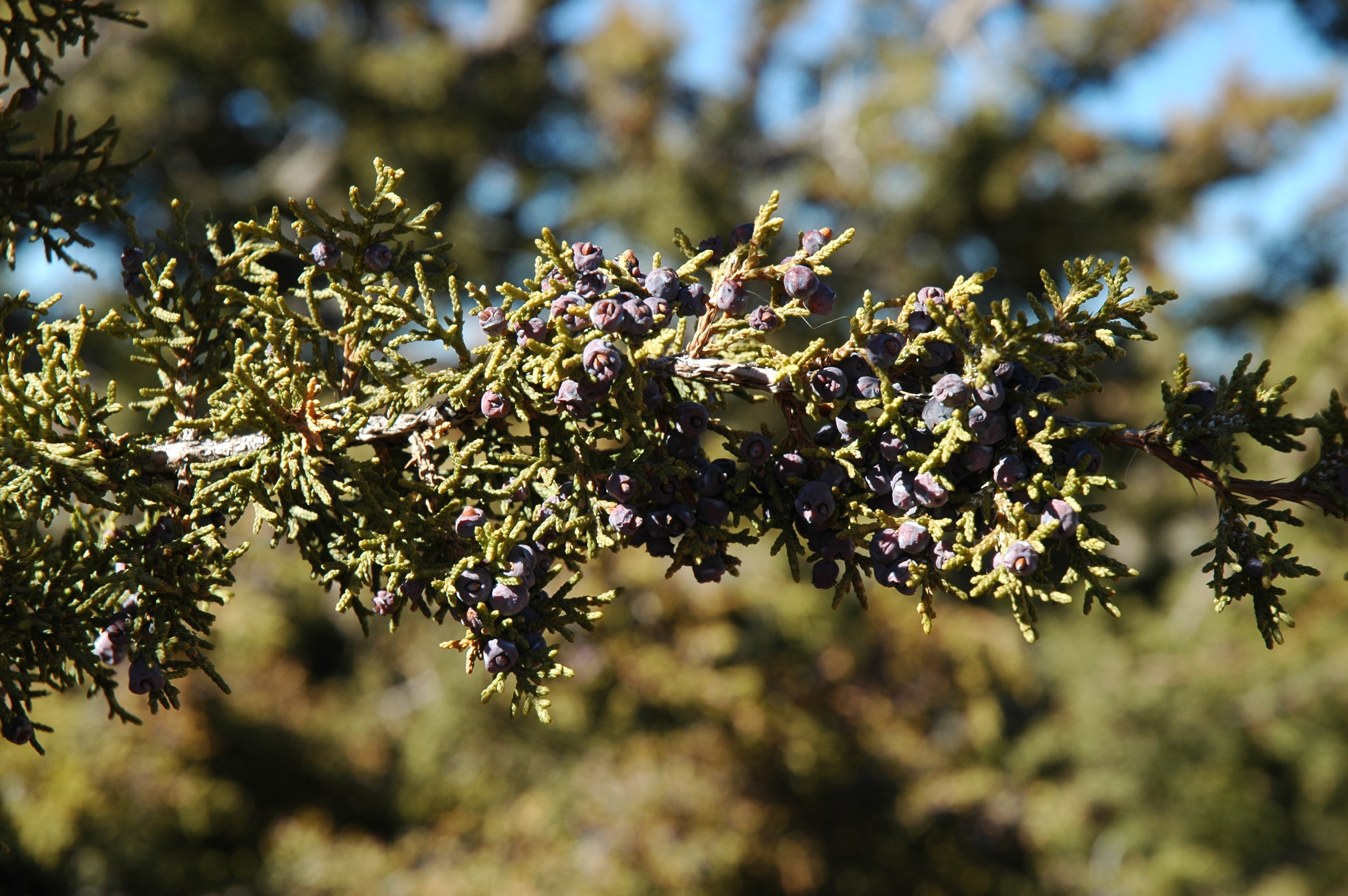
Pikkelyleveles hajtása rovarrágta tobozbogyókkal (Új-Mexikó, Santa Fe

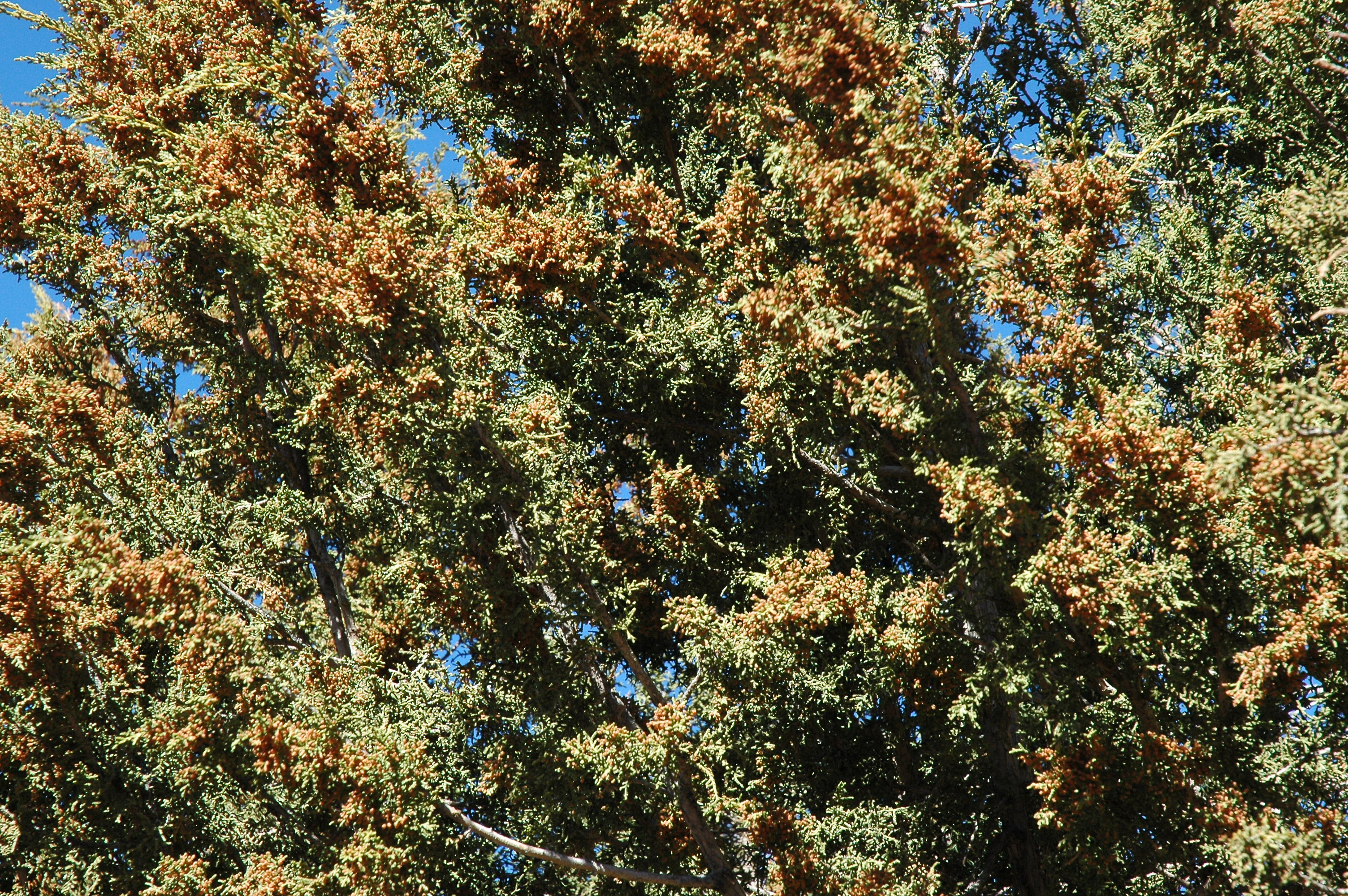
Porzós virágai (Új-Mexikó, Santa Fe

Az oregoni boróka (Juniperus scopulorum) a ciprusfélék családjába tartozó növényfaj. Kertekben szerte a világon gyakran ültetik.

## Előfordulása
Észak-Amerika nyugati felén (a pacifikus–észak-amerikai flóraterületen), 1500–2500 m magasság között honos. A tengerparti esős régióban (Nagymedve esőerdő) egészen a tengerszintig lehúzódik. Brit Columbia és Washington államok partmenti vidékein (és partközeli szigetein) Juniperus maritima (R.P. Adams) néven ismert.

## Megjelenése
Örökzöld bokor vagy kisebb fa (legfeljebb 20 m magas). Az alapváltozat koronája szabálytalan kerekded; a kertészeti változatok között rendkívül karcsúak is akadnak.
Ágai lapos síkokban állnak, finom hajtásait szürkéskék, 1–3 mm hosszú, átellenesen álló, tompa végű pikkelylevelek borítják.
Érett bogyója gömbös vagy karéjos, élénkkék, átmérője 5–10 mm, bevonata kékes-hamvas, viaszos.

## Életmódja, termőhelye
Kétlaki növény. Kék tobozbogyói egy év alatt beérnek, és ez a termős példányokat igen látványossá teszi.
Szinte bármilyen talajon megél; a telet és a szárazságot egyaránt jól tűri, de igazán szépre csak szélvédett, napos, de párás helyen fejlődik.

## Alfajok, változatok
- J. scopulorum 'Skyrocket' — valószínűleg a legkarcsúbb fenyőféle: 6–8 méter magasra nő, de átmérője még ekkor sem több fél méternél, mert fölfelé törő ágai a törzshöz simulnak.

## Felhasználása
Főleg oszlopos termetű változatait ültetik dísznövénynek — az alapfajt gyakorlatilag nem.